# Estrada de Ferro União Valenciana
A Estrada de Ferro União Valenciana foi uma ferrovia que operou no estado do Rio de Janeiro, no Brasil.

## História
Inaugurada em 1871, como a primeira ferrovia brasileira com bitola de 1,10 m.
Por decreto federal do então presidente Nilo Pecanha de 23 de junho de 1910, foi incorporada e com outras ferrovias passou a constituir a Rêde de Viação Fluminense.